# جاكسون دي سوزا
جاكسون دي سوزا (بالبرتغالية: Jackson de Souza‏) (1 مايو 1990 بكويابا في البرازيل - ) هو لاعب كرة قدم برازيلي في مركز الدفاع. لعب مع نادي إنترناسيونال ونادي بالميراس ونادي ساو باولو ونادي غوياس ونادي كريسيوما ونادي إيتوانو ونادي ناوتيكو.

## روابط خارجية
- جاكسون دي سوزا على موقع قاعدة بيانات كرة القدم.إي يو (الإنجليزية)
- جاكسون دي سوزا على موقع Soccerway.com (الإنجليزية)
- جاكسون دي سوزا على موقع عالم كرة القدم.نت (الإنجليزية)